# Javier Gnecco
Javier Gnecco (Bogotá, 15 de abril de 1937-Bogotá, 14 de octubre de 2018) fue un odontólogo, actor de teatro y televisión colombiano de ascendencia italiana, reconocido por interpretar varias producciones nacionales como ¿Por qué diablos?, La costeña y el cachaco, A corazón abierto, Hasta que la plata nos separe y La ley del corazón.

## Biografía

### Carrera
Gnecco inició su carrera en el teatro y se desempeñaba como odontólogo paralelamente. Logró reconocimiento nacional al interpretar al expresidente Juan Eduardo Carbonell en la telenovela ¿Por qué diablos? en 1999, donde compartió reparto con actores como Manolo Cardona, Víctor Mallarino y Marcela Carvajal. Dos años después interpretó el papel de Gabo Gaviria en la telenovela El inútil y el de Manuel Guzmán en la serie Amor a mil. El auténtico Rodrigo Leal fue su siguiente aparición en televisión, seguida de su interpretación de Eduardo Andrade, el padre del personaje protagonista interpretado por Jorge Enrique Abello en la telenovela La costeña y el cachaco en 2003.
Otras de sus apariciones en la televisión colombiana incluyen producciones como Hasta que la plata nos separe (2006), A corazón abierto (2010), Tres Caínes (2014) y La ley del corazón (2016). También apareció en producciones cinematográficas como El trato (2005), La ministra inmoral (2007) y Ni te cases ni te embarques (2008).

### Fallecimiento
El 14 de octubre de 2018 la actriz Marcela Carvajal publicó en su cuenta de Instagram la noticia del fallecimiento de Gnecco. Hasta el momento se desconocen las causas de su muerte.

## Filmografía

### Televisión
| Año       | Título                        | Personaje                    | Canal              |
| --------- | ----------------------------- | ---------------------------- | ------------------ |
| 2016-2018 | La ley del corazón            | Jaime Escallón               | Canal RCN          |
| 2014-2015 | El laberinto de Alicia        |                              | Canal RCN          |
| 2014      | Mentiras perfectas            | Leonardo                     | Caracol Televisión |
| 2013      | Tres Caínes                   |                              | Canal RCN          |
| 2013      | Allá te espero                | Gabriel Fernandez            | Canal RCN          |
| 2010-2011 | A corazón abierto             |                              | Canal RCN          |
| 2008      | Aquí no hay quien viva        | Ámador González              | Canal RCN          |
| 2006-2007 | Hasta que la plata nos separe | Gabriel Bernal de la Iglesia | Canal RCN          |
| 2003-2004 | El auténtico Rodrigo Leal     | Doctor Franco                | Caracol Televisión |
| 2003      | La costeña y el cachaco       | Eduardo Andrade              | Canal RCN          |
| 2001      | Amor a mil                    | Manuel Guzmán                | Caracol Televisión |
| 1999      | ¿Por qué diablos?             | Juan Eduardo Carbonell       | Canal Uno          |
| 1995      | Eternamente Manuela           | Roberto Manjares             | Canal RCN          |

## Cine
| Año  | Título                      | Personaje     | Nota |
| ---- | --------------------------- | ------------- | ---- |
| 2008 | Ni te cases ni te embarques |               |      |
| 2007 | La ministra inmoral         | El presidente |      |
| 2005 | El trato                    |               |      |